# Spanish Harlem Orchestra
Das Spanish Harlem Orchestra (SHO) ist ein 13-köpfiges Tanzorchester mit Schwerpunkt Lateinamerikanische Musik. Das SHO wurde 2000 in den USA von Aaron Levinson und Oscar Hernández gegründet.

## Geschichte
Das Orchester wurde gegründet, um die New Yorker Salsa Dura wieder bekannter und populärer zu machen. Es gelang Spitzenmusiker der zeitgenössischen New Yorker Salsa-Szene zu engagieren.
Sein 2002 veröffentlichtes Debütalbum Un gran dia en el barrio wurde direkt für einen Grammy nominiert. Den ersten Grammy für das beste Salsa- und Merengue-Album erhielt das SHO dann 2005 für das ein Jahr zuvor veröffentlichte Album Across 110th Street. Auch die Alben Viva la tradicion und Anniversary wurden mit einem Grammy ausgezeichnet.

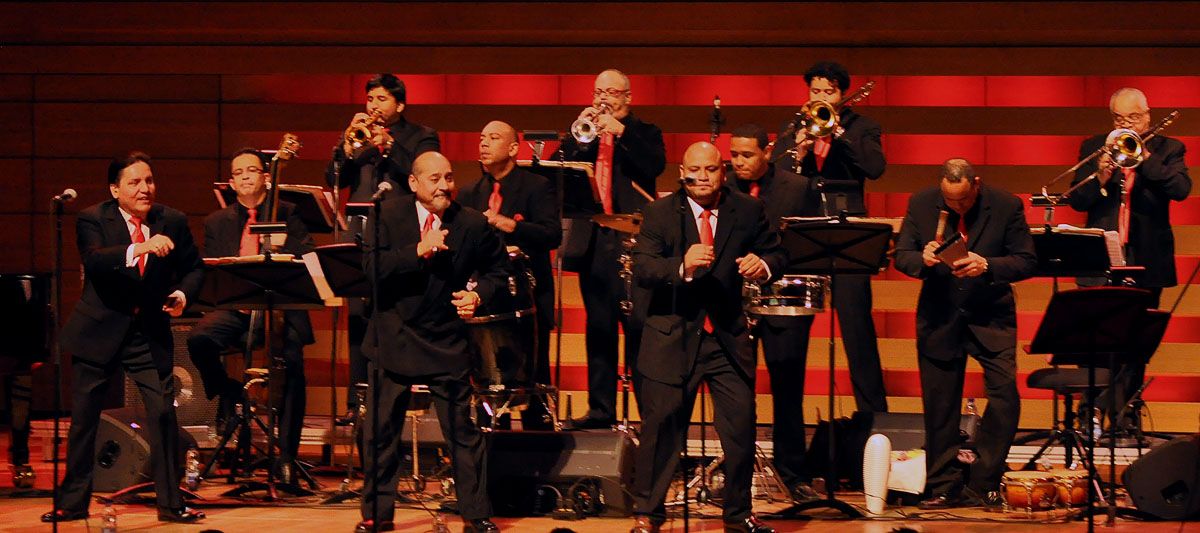
Spanish Harlem Orchestra (2011)

## Diskographie
- Un gran dia en el barrio (2002)
- Across 110th Street (2004)
- United We Swing (2007)
- Viva la tradicion (2010)
- Anniversary (2018)[3]
- The Latin Jazz Project (2020)
- Imágines latinas (2022)

## Preise und Auszeichnungen
- 2002 Grammy-Nominierung für das beste Salsa-Album (Un gran dia en el barrio)[2]
- 2003 Latin Billboard Award für „Salsa Album of the Year-Best New Group“ (Un gran dia en el barrio)
- 2008 Grammy-Nominierung für das beste Tropical-Latin-Album (United We Swing)[2]
- 2005 Grammy Award für das beste Salsa-/Merengue-Album (Across 110th Street)[2]
- 2011 Grammy Award für das beste Latin-Jazz-Album (Viva la tradicion)[2]
- 2019 Grammy Award für das beste Tropical-Latin-Album (Anniversary)[2]
- 2023 Grammy-Nominierung für das beste Bestes Tropical-Latin-Album (Imágines latinas)[2]

## Musiker
Bisher gab es viel Bewegung in der Besetzung; hier die wichtigsten Protagonisten der Band:
- Oscar Hernández: musikalischer Direktor
- Ray de la Paz: Gesang
- Marco Bermudez: Gesang
- Carlos Cascante: Gesang ab 2010
- Maximo Rodriguez: Bass
- Luisito Quintero: Perkussion
- George Delgado: Perkussion
- Chino Núñez bzw. Jorge Gonzalez: Perkussion
- Jimmy Bosch: Posaune
- Dan Reagan: Posaune
- Héctor Colón bzw. Pete Nater: Trompete
- John Walsh: Trompete
- Mitch Frohman: Saxophon, Flöte